# Martina Carrillo
Martina Carrillo (Ibarra, 1750-1805) fue una activista ecuatoriana que defendió los derechos del pueblo negro y se rebeló contra la esclavitud. Posteriormente, fue reconocida como heroína del pueblo afrodescendiente.

## Trayectoria
Carrillo nació en Valle del Chota, en una hacienda llamada La Concepción, donde trabajaba de una forma forzada hasta iniciar su lucha por unas condiciones dignas de vida para su pueblo. En enero de 1778, una delegación de afros huyó a Quito para reclamar a José Diguja, Presidente de la Real Audiencia de Quito, sus derechos. Entre las reivindicaciones de esta comitiva se encontraba el tener una buena alimentación, vestimenta, así como días libres para trabajar sus huertas (chacras). Al regresar de este viaje, la delegación fue castigada severamente.
La continuidad de lucha del pueblo afroecuatoriano la llevó a cabo el hijo de Carrillo de nombre Francisco que prosiguió su rebelión ante la esclavitud. En el año 1807 de la misma forma que había ocurrido con su madre fueron castigados por reclamar sus derechos. Carrillo fue precursora de la gran historia de lucha de los pueblos negros, resaltando como la primera mujer negra en la historia ecuatoriana, reconocida en Latinoamérica como una mujer con coraje, para acabar con la esclavitud inhumana de los hacendados.

## Reconocimientos
Carrillo fue reconocida por su lucha por los derechos fundamentales del pueblo afroecuatoriano por parte de Secretario Ejecutivo de la Corporación de Desarrollo Afro Ecuatoriano (CODAE) José Chalá, recordó a Alonso de Illescas y Martina Carrillo, héroes del pueblo afrodescendiente en octubre del 2012.
En 2013, en nombre de Martina Carrillo fue inaugurado el primer Centro Infantil del Buen Vivir (CIBV) por el Ministerio de Inclusión Económica y Social "MIES".